# Emilie Mayer

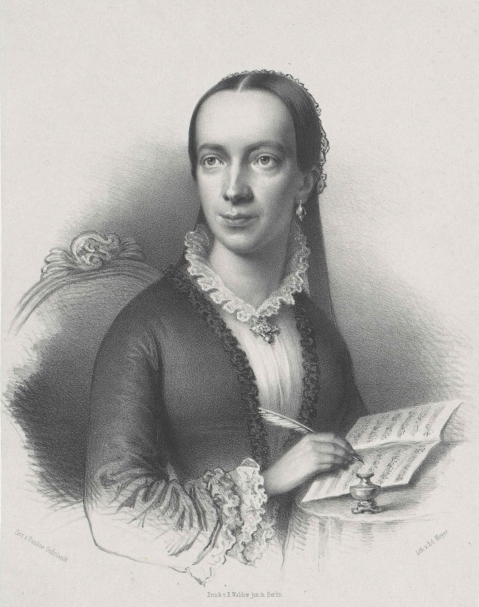
Emilie Mayer (Lithographie Eduard Meyer nach einer Zeichnung von Pauline Suhrlandt)

Emilie Luise Friederika Mayer (* 14. Mai 1812 in Friedland (Mecklenburg); † 10. April 1883 in Berlin) war eine deutsche Komponistin. Sie war in ihrer Zeit vor allem für ihr Sinfonienschaffen hochgefeiert.
Emilie Mayer komponierte acht Sinfonien, Konzertouvertüren, ein Klavierkonzert, Kammermusik und Lieder. Ihre Werke sind stilistisch von der Wiener Klassik sowie ab den 1850er Jahren von Beethoven beeinflusst, wobei sie zunehmend eine eigene Tonsprache fand. In den 1860er Jahren komponierte sie überwiegend Kammermusik; besonders in ihren Violinsonaten zeigen sich frühromantische Anklänge. Emilie Mayer gehört zu den bedeutendsten Komponistinnen des 19. Jahrhunderts. Die Bezeichnung als „weiblicher Beethoven“ ist laut neuester Forschung von Reinhard Wulfhorst eine Falschzuschreibung.

## Leben
Emilie Mayer wurde als viertes Kind des Ratsapothekers August Friedrich Mayer (1777–1840) in dessen zweiter Ehe mit Henrietta Carolina Louisa, geb. Maaß (1790–1814), Postverwalterstochter aus Mirow, geboren. Der Vater war nur wenige Jahre zuvor aus Brandenburg nach Mecklenburg zugewandert und hatte 1804 in erster Ehe in eine uralte ostmecklenburgische Apothekerfamilie eingeheiratet. Zwei (Halb-)Brüder von Emilie wurden später Apotheker in Stettin und Halle. Mit noch nicht einmal drei Jahren verlor Emilie ihre Mutter, die nach der Geburt ihres vierten Kindes bald nach dessen Entbindung starb.
Als Fünfjährige erhielt Emilie durch den Friedländer Kantor und Organisten Carl Driver (1774–1840) den ersten Klavierunterricht. Von 1841 bis 1847 war sie Schülerin von Carl Loewe in Stettin. In dieser Zeit entstanden einige ihrer ersten Kompositionen, wie z. B. das Singspiel Die Fischerin (1842) und mehrere Lieder, sowie zwischen 1845 und 1847 mehrere Kammermusikwerke und die Sinfonien in c- und e-Moll. Emilie Mayer absolvierte weitere musikalische Studien; auf Empfehlung Carl Loewes hin ab 1847 in Berlin bei Adolf Bernhard Marx und Wilhelm Wieprecht. Sie unternahm Konzertreisen nach Wien, Halle, Hamburg, Pasewalk und Stettin. In Berlin entstanden weitere Kammermusikwerke und Sinfonien, die in zahlreichen Städten aufgeführt wurden. 1860 fand Emilie Mayer zum ersten Mal Erwähnung in einem Lexikon, in Paul Franks Kleinem Tonkünstlerlexikon.
1862 verließ Emilie Mayer Berlin und zog für einige Jahre zu ihrem älteren Halbbruder (Friedrich) August (1804–1878) nach Stettin. Hier komponierte sie mehrere Sonaten für Klavier und Violine sowie Sonaten für Klavier und Violoncello; außerdem war sie um die Veröffentlichung weiterer Werke bemüht.
Ab 1876 lebte sie wieder in Berlin. Ende 1880 schuf sie ein letztes großes Orchesterwerk, die Ouverture zu Faust op. 46, widmete sich aber auch kleinen Formen. Eine ihrer letzten Kompositionen, das Notturno op. 48(/2), 1883 veröffentlicht, widmete sie Joseph Joachim.
Emilie Mayer blieb unverheiratet. Sie führte in Berlin ein eigenes, offenes Haus und pflegte Kontakte zu wichtigen Persönlichkeiten des gesellschaftlichen und aristokratischen Lebens. Sie zählte zu den bekanntesten und produktivsten Komponistinnen der Zeit der Romantik. Ihre Werke wurden zu Lebzeiten u. a. in Brüssel, Lyon, Budapest, Dessau, Halle, Leipzig und München aufgeführt. Zeitgenössische Berichte, so etwa die der Stettiner Schriftstellerin Marie Silling, schildern sie als „eine lässige Persönlichkeit, die Konventionen nicht unbedingt beachtete, sie war vergesslich, und befestigte deshalb wichtige Gegenstände an ihrer Kleidung, ob Regenschirm oder Brille. E.M. erschien bei festlichen Feiern auch mal ohne Hut – unmöglich für eine Dame – und amüsierte sich über das Entsetzen der Anwesenden.“ Auch abseits der Musik war Emilie Mayer kreativ: Mit Weißbrot formte sie um 1840 – lange vor Erfindung der modernen Eat-Art – Skulpturen und Schalen. Diese fanden in Berlin sogar bei Hofe Beachtung und wurden eine Zeitlang in Dresden im Grünen Gewölbe aufbewahrt.
Sie starb in Berlin am 10. April 1883 an einer Lungenentzündung. Ihr Begräbnis fand am 13. April auf dem Dreifaltigkeitsfriedhof statt.

## Grab

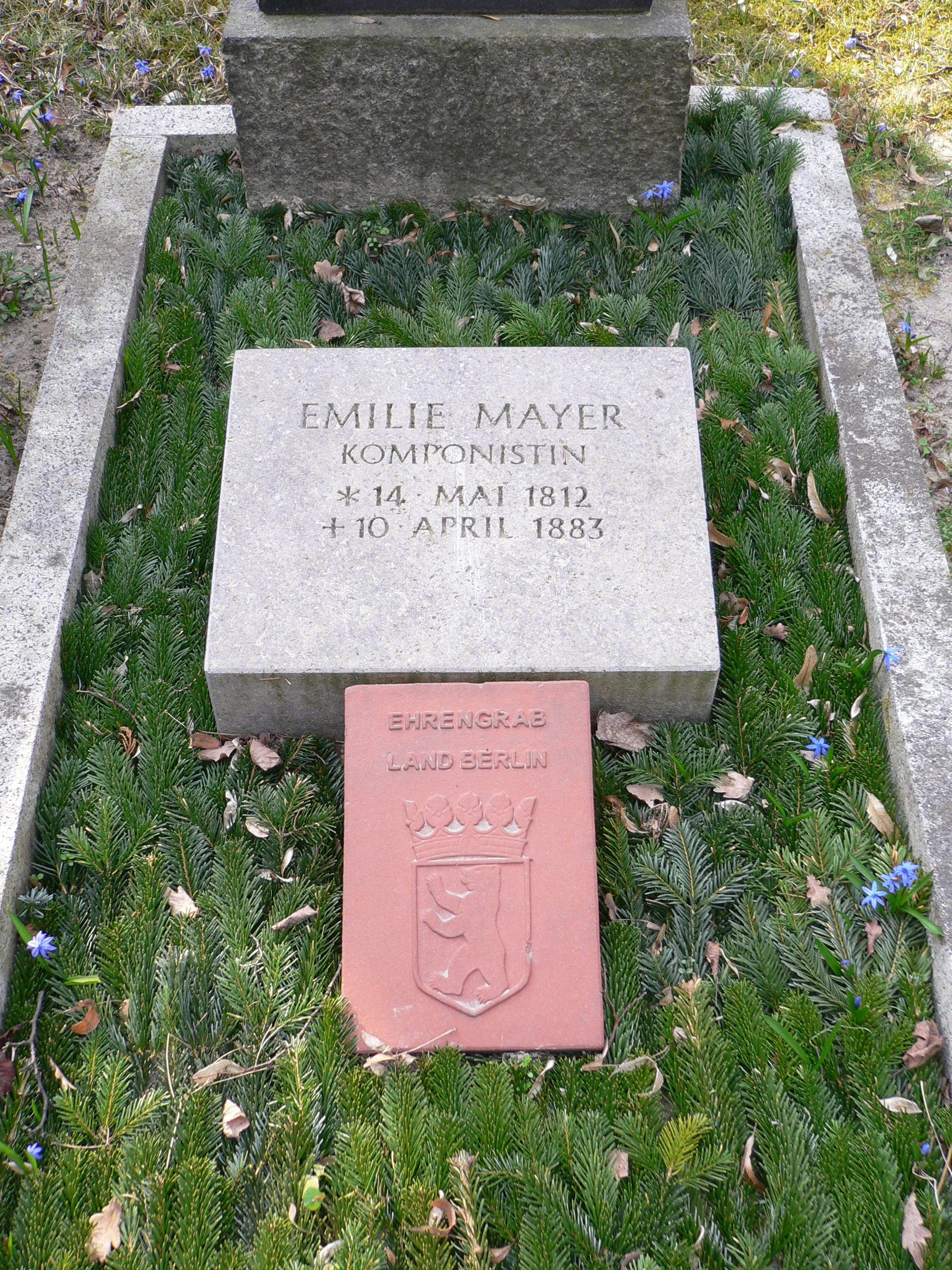
Grabstelle Emilie Mayers, Friedhöfe vor dem Halleschen Tor Berlin

Emilie Mayer wurde auf dem Dreifaltigkeitsfriedhof I im heutigen Berliner Ortsteil Kreuzberg beigesetzt. Lange Zeit galt die genaue Lage des Grabes als vergessen. 2018 gelang es der Pianistin Kyra Steckeweh, dem Filmemacher Tim van Beveren und dem Historiker Jörg Kuhn im Zuge der Recherchen und Dreharbeiten zu dem Dokumentarfilm Komponistinnen (der sich unter anderem mit dem Leben und Wirken Mayers befasst), ihre Grabstelle zu lokalisieren. Am 13. August 2021, ursprünglich für den 14. Mai 2021 geplant und pandemiebedingt verschoben, wurde die Grabstätte, die sich in der Nähe der Gräber von Felix Mendelssohn Bartholdy und Fanny Hensel befindet, durch einen Gedenkstein markiert. Zu diesem Festakt, der von der Mendelssohn-Gesellschaft ausgerichtet wurde, wurden das Streichquartett op. 14 sowie Fanny Hensels Gartenlieder op. 3 aufgeführt.
Auf Beschluss des Berliner Senats ist die letzte Ruhestätte von Emilie Mayer (Grablage: II-W-C-34) seit August 2021 als Ehrengrab des Landes Berlin ausgezeichnet. Diese Würdigung gilt zunächst für die übliche Frist von 20 Jahren, anschließend kann sie verlängert werden.

## Werke
Emilie Mayer hinterließ ein umfangreiches musikalisches Werk. Sie komponierte acht Sinfonien, zwölf Streichquartette, Klavierkammermusik, fünfzehn Konzertouvertüren, Violin- und Cellosonaten, Klavierwerke, ein Singspiel, Lieder und vierstimmige Chöre. Ein von ihr selbst erstelltes Werkverzeichnis ist nicht überliefert, zahlreiche Kompositionen müssen als verschollen gelten. Emilie Mayers Kompositionen gerieten nach ihrem Tod weitgehend in Vergessenheit und wurden erst ab Mitte der 1980er Jahre wiederentdeckt, ausgehend von den Untersuchungen Martina Sichardts. Mehrere Erstveröffentlichungen wurden u. a. vom Furore-Verlag in Kassel, dem Verlag Ries & Erler in Berlin und der Edition Massonneau Schwerin herausgegeben.

### Vokalmusik

#### Singspiel
- Singspiel Die Fischerin, um 1842, unveröffentlicht

#### Mehrstimmige Lieder und Gesänge a cappella, Chormusik
- Lieder für Männerstimmen (Tenor, Tenor II, Bass), bis 1847, unveröffentlicht.
- Fünf Gesänge op. 5 für Sopran, Alt, Tenor, Bass. Barnewitz, Neustrelitz 1847, verschollen.

#### Lieder und Gesänge mit Klavierbegleitung
- Erlkönig I (für eine Singstimme und Klavier), um 1842, unveröffentlicht.
- Zwei Gesänge für eine Singstimme und Klavier. Challier, Berlin o. J.
- Erlkönig II (für eine Singstimme und Klavier), um 1870, unveröffentlicht.

### Instrumentalmusik

#### Orchestermusik
- Concerto. Klavierkonzert in B-Dur (Manuskript, Anfang der 1850er).
- Sinfonie c-Moll. Hrsg. von Bert Hagels. Ries & Erler, Berlin 2018, ISMN 979-0-01351529-5 (Suche im DNB-Portal) (UA.: Stettiner Instrumentalverein vor dem 4. März 1847; Erstveröffentlichung).
- Sinfonie Nr. 2 e-Moll. Hrsg. von Bert Hagels. Ries & Erler, Berlin 2018, ISMN 979-0-013-51530-1 (Suche im DNB-Portal), OCLC 1041840644 (UA.: Stettin Instrumentalverein vor dem 4. März 1847; Erstveröffentlichung).
- Sinfonie Militaire Nr. 3 C-Dur. Hrsg. von Craig Doolin. Furore, Kassel ca. 2005, ISMN 979-0-50182-362-8 (Suche im DNB-Portal) (UA.: Berlin Königliches Schauspielhaus 21. April 1850; Erstveröffentlichung).
- Ouvertüre Nr. 2, D-Dur. UA.: Berlin, 21. April 1850 (Musikdateien, Notenausgaben, Infos im IMSLP).
- Sinfonie h-Moll. Hrsg. und bearb. von Stefan Malzew. Furore, Kassel 2019, ISMN 979-0-50182-364-2 (Suche im DNB-Portal) (Erstveröffentlichung; UA.: Berlin Königliches Schauspielhaus 16. März 1851, verschollen, Klavierarrangement von A. Jurke. Bote & Bock, Berlin 1860).
- Sinfonie D-Dur. UA.: Berlin Königliches Schauspielhaus 1. Mai 1852, verschollen.
- Sinfonie E-Dur. UA.: Berlin Königliches Schauspielhaus 25. April 1853, unveröffentlicht.
- Sinfonie f-Moll (= Sound research of women composers. Music of the Romantic. R22). Hrsg. von Cornelia Bartsch und Cordula Heymann-Wentzel. Furore, Kassel 2005, ISMN 979-0-50012-316-3 (Suche im DNB-Portal), OCLC 993882625 (UA.: Berlin Sinfoniekonzert der Liebigschen Kapelle April 1862).
- Sinfonie F-Dur. UA.: Berlin Sinfoniekonzert der Liebigschen Kapelle März 1862, verschollen.
- Ouvertüre zu Faust. op. 46, Ihrer Durchlaucht der Fürstin Maria Mestchersky ehrfurchtsvoll zugeeignet, UA.: Berlin oder Stettin Ende 1880–Anfang 1881. Paul Witte, Stettin 1880, auch als Klavierfassung zu vier Händen bearbeitet von Berthold Knesch. Paul Witte, Stettin März 1881.

#### Kammermusik
- Streichquintett D-Dur. UA.: Berlin Wohnung der Komponistin 1854, unveröffentlicht.
- Streichquintett d-Moll. Hrsg. von Michael Kube. Katzbichler, München 2009, auch als Klavierbearbeitung zu vier Händen, ISMN 978-3-87397-901-7 (Suche im DNB-Portal) (UA.: Berlin Wohnung der Komponistin 1854).
- Streichquartett F-Dur. (UA.: Berlin Königliches Schauspielhaus 21. April 1850; Ausgabe bei Furore in Arbeit, auch als Klavierbearbeitung zu vier Händen, unveröffentlicht).
- Streichquartett B-Dur. 1855. Hrsg. von Heinz-Mathias Neuwirth. Furore, Kassel 2013, ISMN 979-0-50182-057-3 (Suche im DNB-Portal) (UA.: Brüssel November 1855; Erstveröffentlichung).
- Streichquartett A-Dur. Hrsg. von Heinz-Mathias Neuwirth. Furore, Kassel 2014, ISMN 979-0-50182-058-0 (Suche im DNB-Portal) (UA.: Berlin Quartett-Soiree Sommer’s Salon, Oertlingscher Quartettverein zwischen 4. und 9. März 1856; Erstveröffentlichung).
- Streichquartett G-Dur. Hrsg. von Heinz-Mathias Neuwirth. Furore, Kassel 2012, ISMN 979-0-50182-055-9 (Suche im DNB-Portal) (UA.: Berlin 16. März 1851, Berlin 3. April 1854 (?); Erstveröffentlichung).
- Streichquartett e-Moll. Hrsg. von Heinz-Mathias Neuwirth. Furore, Kassel 2016, ISMN 979-0-50182-056-6 (Suche im DNB-Portal) (UA.: Berlin 16. März 1851, Berlin 3. April 1854 (?); Erstveröffentlichung).
- Streichquartett g-Moll. op. 14, dem Apotheker Herrn August Mayer liebevoll zugeeignet, UA.: Berlin Quartett-Soiree Sommer’s Salon 12. März 1858. Robert Timm & Co., Berlin 1864.
- Klavierquartett Es Dur. UA.: Stettin 7. Mai 1860, unveröffentlicht.
- Klavierquartett G-Dur. Hrsg. von Wulfhorst Reinhard. Edition Massonneau, Schwerin 2012 (1857–1860, 2012 Erstveröffentlichung).
- Trio I e-Moll (Klaviertrio). Furore, Kassel 2018, ISMN 979-0-50182-184-6 (Suche im DNB-Portal) (vermutlich vor 1855; Erstveröffentlichung).
- Trio II d-Moll. (Klaviertrio), UA.: Wien Empfang bei Erzherzogin Sophie (nicht öffentlich) Februar bis März 1856, unveröffentlicht.
- Trio III Es-Dur. (Klaviertrio). Odeon Philharmonischer Verein, München 17. Juni 1855, unveröffentlicht.
- Trio e-Moll. (Klaviertrio), op. 12. Furore Verlag, Kassel 2015, ISMN 979-0-50012-981-3 (Suche im DNB-Portal) (1858–1860, Challier & Co., Berlin 1861, gedruckte Fassung unauffindbar, autografes Manuskript in Staatsbibliothek zu Berlin Preußischer Kulturbesitz; 2015 Reprint).
- Sonate (für Klavier und Violine) Es-Dur. Hrsg. von Aleksandra Maslovaric. Furore, Kassel 2018, ISMN 979-0-50182-173-0 (Suche im DNB-Portal) (Entstehungszeit vor 1855; 2018 Erstveröffentlichung).
- Sonate (für Klavier und Violine), c-Moll. 1860er Jahre, unveröffentlicht.
- Sonate für (Klavier und Violine) a-Moll. op. 10. Bote & Bock, Berlin, verschollen.
- Sonate für Klavier und Violine F-Dur. op. 17, dem Architekten Ewald Bertuch zugeeignet, UA.: Berlin Englisches Haus zwischen 9. und 14. Februar 1863. Carl Paez, Berlin 1863.
- Sonate für Klavier und Violine a-Moll. op. 18, Professor Leopold Ranke, Ritter mehrerer Orden etc. hochachtungsvoll zugeeignet. Bote & Bock, Berlin 1864, Neudruck: Hildegard Publishing, Bryn Mawr, PA (USA) 1998.
- Sonate für Klavier und Violine e-Moll. op. 19, dem Herrn Musikdirektor W. Wiprecht hochachtungsvoll zugeeignet. Bote & Bock, Berlin 1867.
- Sonate (für Klavier und Violine) A-Dur. op. 21. H. Weidholz, Berlin 1867, verschollen.
- Sonate für Klavier und Violine d-Moll. op. 29, Ihrer Hoheit der Herzogin Caroline Charlotte Marianne zu Mecklenburg ehrfurchtsvoll zugeeignet. Bote & Bock, Berlin 1869, Wiederauflage: Hrsg. von Dieter Michael Backes. Certosa Verlag, Klein-Winternheim 2011, ISMN 979-0-50224-080-6 (Suche im DNB-Portal) (Klavierpartitur, Stimme).
- Notturno d-Moll. op. 48(/2), Herrn Joachim gewidmet. Carl Simon, Berlin 1883; in Sammelband Frauen Komponieren: 13 Stücke für Violine und Klavier. Schott, Mainz 1994.
- Sonate für Klavier und Violoncello d-Moll. op. 38, Ihrem lieben Neffen Dr. Wilhelm Bertuch. Bote & Bock, Berlin 1873.
- Sonate für Klavier und Violoncello C-Dur. op. 40, Fräulein Helfride Plüddemann in Colberg. Bote & Bock, Berlin 1873.
- Sonate für Klavier und Violoncello D-Dur. op. 47, Herrn Freiherrn von Seckendorff zugeeignet, UA.: Berlin Matinee Herrn Hirschberg und Roth, März 1883. Bote & Bock, Berlin 1883, Neudruck: Hildegard Publishing, Bryn Mawr, PA (USA) 1995.

#### Klaviermusik
- Wellen und Wogen. Walzer. Bernard, Petersburg 1868, verschollen.
- Salonstücke. op. 29–33. Prütz & Mauri, Stettin 1871.
- Drei Humoresken. op. 41, Fräulein Helfriede Pliddemann in Colberg. Wilhelm Müller, Berlin zw. 1874–1879.
- Impromptu. op. 44, Elisabeth Bertuch gewidmet. Bote & Bock, Berlin 1871; Certosa-Verlag, Klein-Winternheim 2011.
- Sechs Klavierstücke für die Kinderwelt. op. 48, Herrn Professor Th. Kullack hochachtungsvoll zugeeignet, Praeger & Meier, Bremen 1882.
- Marcia funebre für Blasinstrumente. 1878–1883, verschollen, erhalten ist die Klavierbearbeitung für Klavier zu vier Händen, unveröffentlicht.
- Sonate d-Moll. Hrsg. von Wulfhorst Reinhard. Edition Massonneau, Schwerin 2017 (späteres Werk, 2017 Erstveröffentlichung).
- Marsch A-Dur. Hrsg. von Wulfhorst Reinhard. Edition Massonneau, Schwerin 2017 (späteres Werk, 2017 Erstveröffentlichung).

## Ehrungen
Königin Elisabeth von Preußen verlieh ihr einen Orden. In München wurde sie zum Ehrenmitglied der Philharmonischen Gesellschaft ernannt.
Ende 2022 gründete sich im Geburtsort der Komponistin die Emilie Mayer Gesellschaft e. V., unterstützt durch das Land Mecklenburg-Vorpommern.

## Film
- 2018: Komponistinnen. Dokumentarfilm von Kyra Steckeweh und Tim van Beveren[22]

## Diskografie (Auswahl)
- Emilie Mayer: Sonate d-Moll. Interpretin: Kyra Steckeweh. Uniqueopia, 2018.
- Emilie Mayer: Symphonie Nr.4 h-moll. Interpret: Neubrandenburger Philharmonie, Stefan Malzew, Sebastian Tewinkel, Capriccio, 2018.
- Emilie Mayer: Symphonien Nr.1 & 2. Interpret: NDR Radiophilharmonie, Leo McFall, classic production osnabrück, 2020.
- Emilie Mayer: Sinfonien 6 & 3. Interpret: Philharmonisches Orchester Bremerhaven, Marc Niemann, Hänssler Classic, 2023.
- Emilie Mayer: Klavierkonzert B-Dur. Interpret: Kölner Akademie, Michael Alexander Willens, classic production osnabrück, 2023.